# 第29回ブルーリボン賞 (鉄道)

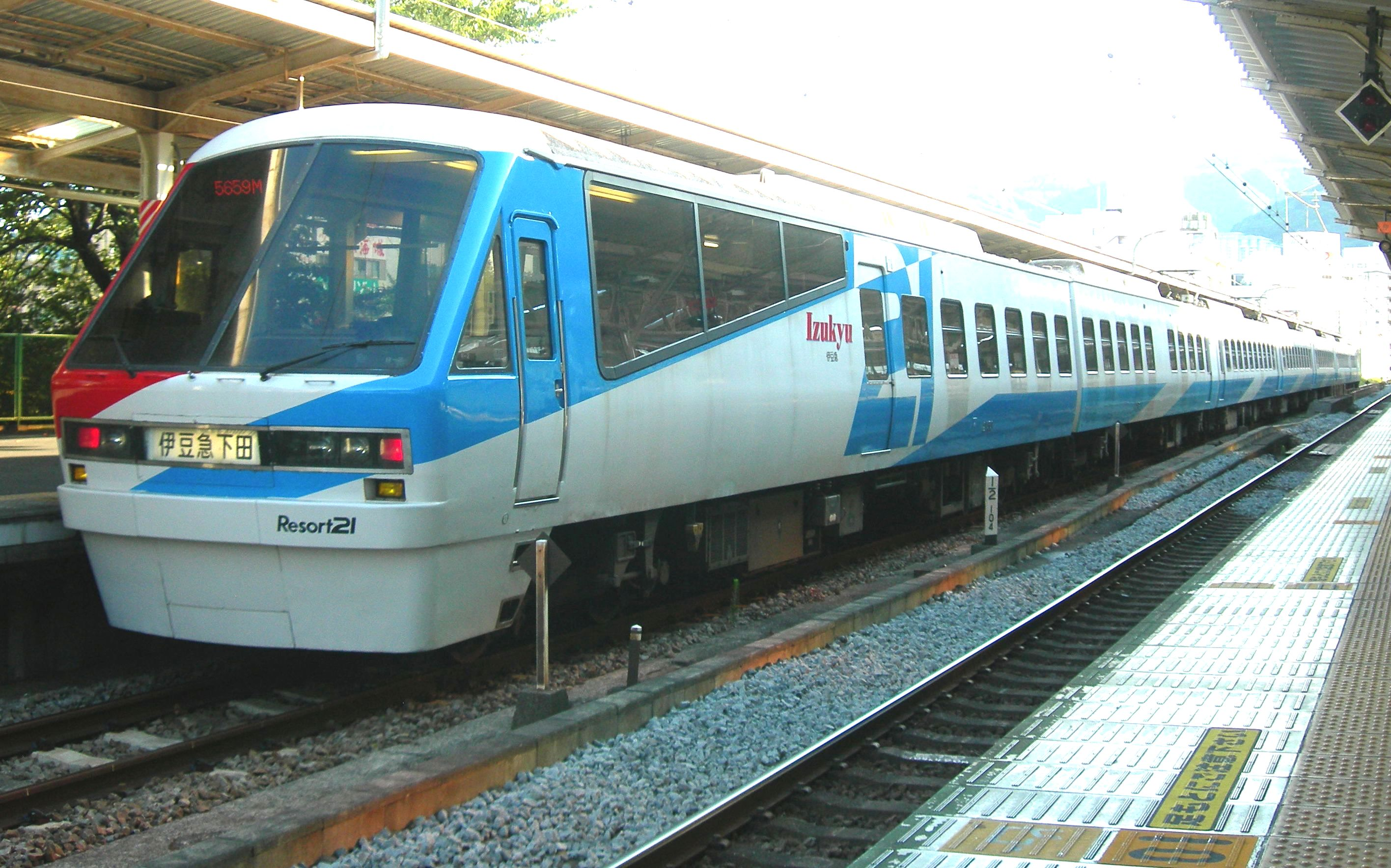
第29回ブルーリボン賞
伊豆急行2100系

第26回ローレル賞
国鉄100系

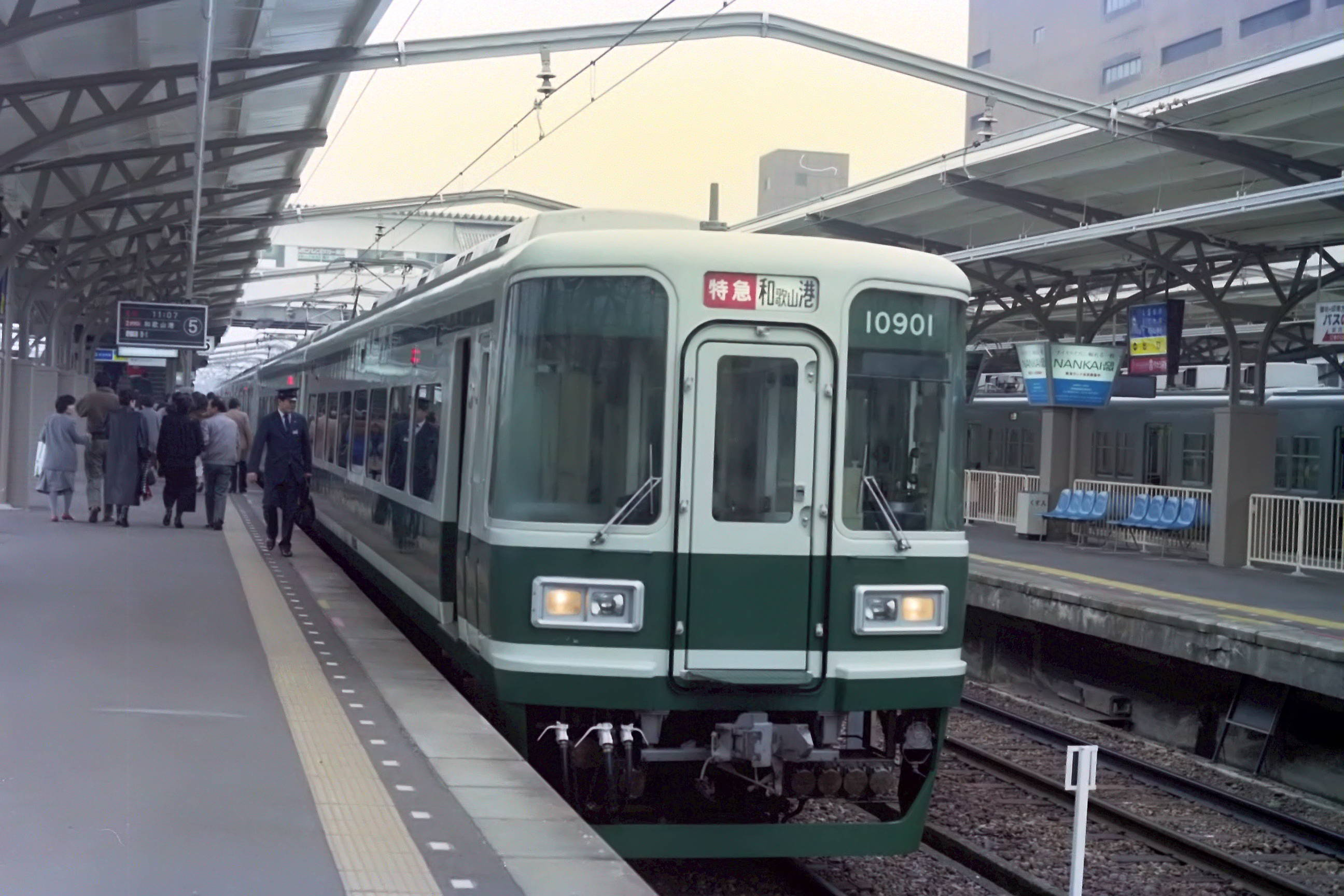
第26回ローレル賞
南海10000系

第29回ブルーリボン賞（だい29かいブルーリボンしょう）は、1986年に鉄道友の会が選定したブルーリボン賞である。本項では、第26回ローレル賞（だい26かいローレルしょう）についても併せて記す。

## 概要
日本国内で使用する鉄道・軌道車両のうち、1985年1月1日から12月31日までの間に日本国内で営業運転に就いた新形式車両またはそれとみなせる車両で、候補車両決定の時点で現に営業をしていることを概ねの要件とする選定候補車両36車種のなかから、ブルーリボン賞1形式、ローレル賞2形式が選定された。

## 選定車両

### ブルーリボン賞
伊豆急行 2100系電車総票数5,322票中、1,525票を得票。海側と山側で異なる座席配置、塗装も左右で異なり、前面展望室を採用など、新時代へ向けた発想の転換で開発された点が評価された。
- 次点は日本国有鉄道100系新幹線電車（1,186票）[1]

### ローレル賞
- 日本国有鉄道 100系新幹線電車
- 南海電気鉄道 10000系電車

## 候補車両
鉄道友の会ブルーリボン賞・ローレル賞選考委員会が候補車両とした36車種。
| 会社名         | 車両形式 |
| -------------- | --- |
| 日本国有鉄道   | 100系新幹線電車 205系電車 419系電車 サロ481形500番台電車 サロネ581形電車 キロ59形500番台・キロ29形気動車「エレガンスアッキー」 キハ59形・キハ29形気動車「アルファコンチネンタルエクスプレス」 オロ12形706客車「サロン佐渡」 12系700番台客車「ユーロライナー」 12系700番台客車「ゆうゆうサロン岡山」 スハフ12形701客車「いこい」 オハ24形700番台客車 |
| 札幌市交通局   | 8500形電車 |
| 函館市交通局   | 710形711電車 |
| 由利高原鉄道   | YR-1000形気動車 |
| 鹿島臨海鉄道   | 6000形気動車 |
| 銚子電気鉄道   | ユ100形客車 |
| 東武鉄道       | 6050系電車 |
| 西武鉄道       | 8500系電車 |
| 京浜急行電鉄   | 1500形電車 |
| 東京都交通局   | 30形電車 |
| 伊豆急行       | 2100系電車 |
| 明知鉄道       | アケチ1形気動車 |
| 樽見鉄道       | ハイモ230-300形気動車 |
| 阪急電鉄       | 2720形電車 |
| 南海電気鉄道   | 9000系電車 10000系電車 |
| 阪神電気鉄道   | 8000系電車2次車 |
| 三木鉄道       | ミキ180形気動車 |
| 北条鉄道       | フラワ1985形気動車 |
| 岡山電気軌道   | 7500形電車 |
| 広島電鉄       | 700形電車3次車 3700形電車 |
| 北九州高速鉄道 | 1000形電車 |
| 熊本市交通局   | 8500形電車 |
| 熊本電気鉄道   | モハ5100形電車 |